# Molekylær gastronomi
Molekylær gastronomi er et nyt forskningsområde inden for gastronomi. Selv om teknikkerne og begrebet har været kendt i en årrække, har det ikke været udsat for en gennemgribende videnskabelig tilgang før begyndelsen af 1990'erne. Det hele startede tilbage 1988, hvor den ungarske fysiker Nicolas Kurti, og den franske kemiker Hervé This, lavede en række workshops i under navnet "Science and Gastronomy" - Dette blev senere kendt som "Molecular gastronomy". I Danmark blev den molekylære gastronomi opgraderet til et selvstændigt forskningsområde på Det Biovidenskabelige Fakultet ved Københavns Universitet i 2004, hvor den mangeårige ekspert på området Thorvald Pedersen blev tilknyttet som professor. Thorvald Pedersen var gået på pension, men han kastede sig med ildhu over området med kok Claus Meyer som adjungeret professor. Efter Thorvald Pedersens tilbagetræden ledes forskningsområdet af professor i fødevarekemi Leif Skibsted.
Molekylær gastronomi er den videnskabelige forskning i gastronomiens mangfoldigheder samt afdækning af nye praktisk realiserbare muligheder for tilberedning af et lækkert måltid mad.
Molekylær gastronomi udforsker de kemiske processer, der er tilknyttet tilberedning af maden, ud fra de videnskabelige forudsætninger. Og viser at udvælgelsen, tilberedningen og oplevelsen af et måltid er som ethvert andet eksperiment.
Den molekylære gastronomi fokuserer på gastronomiens mindste dele og på de mange delprocesser, som tilberedning, servering og konsumering af et måltid omfatter:
- Tilberedning – hvorledes ændrer maden karakter og smag under tilberedning?
- Sansepåvirkning – hvordan opfatter vi smag, lugt og udseende?
- Hjernens fortolkning – hvorledes fortolkes vore sansepåvirkninger?
- Gastronomisk innovation – anvendelse af kemisk viden til udvikling af nye retter og metoder til tilberedning

Forskningen inden for området sker i en nøje planlagt samspil med det omgivende samfund, herunder med deltagelse af en række innovative danske og udenlandske kokke, ligesom der gennemføres kortvarende kursusforløb af gastronomisk innovativ karakter for bl.a. kokke.